# 安永浩
安永 浩（やすなが ひろし、1929年 - 2011年）は、日本の医学者、精神科医。専門は精神病理学。元東京大学医学部助教授。学位は、医学博士（東京大学・1960年）。東京生まれ。
統合失調症に関してファントム理論（詳細は後述）を著した。笠原嘉、中井久夫、木村敏、宮本忠雄らと共に、日本の精神病理学第2世代を代表する人物である。
統合失調症に関するワークショップの成果をまとめた『分裂病の精神病理』にも参加した（詳細は当該記事を参照）。日本精神病理学会所属。

## 来歴
1928年東京生まれ。1953年東京大学医学部卒業。
東京大学医学部助手、東京拘置所医務部、東京家庭裁判所医務室、東京都立松沢病院勤務。1962年東京大学医学部講師、東大分院神経科病棟医長。1971年東京大学医学部助教授、東大分院神経科長。1989年東京大学を退官。
医療法人社団碧水会長谷川病院（三鷹市）元副院長。

## ファントム理論

### 概説
統合失調症の病的体験の本質・中核を示す理論体系。『精神の幾何学』では、「理論はただ、病的体験形式の本質的部分、中核的部分だけを、しかし的確に指示しようとするものである。」と述べている。名称としては、ファントム論、ファントム空間論、ファントム空間理論という表記もあるなど、複数の表記がある。ファントム理論という呼称については、安永は「…の通称をいただくようになった」と述べている。
なお病名については、安永の著作においては基本的に「精神分裂病」または「分裂病」と表記される。疾患の名称が「精神分裂病」から「統合失調症」に変更された件に関する安永の見解は『「宗教・多重人格・分裂病」その他4章』(2003年) の「序文」に記述がある。
「正常人の体験世界を律する根本原則や公理がもしあるとするなら、本疾患の患者の体験世界とは、そうした原則や公理が逆転したような、否定されたような世界ではないか」という観点から、それらに相当するものとして『パターン』、ファントム空間、図式などを挙げ、基本概念として位置づける。
続いて、ファントム空間を「生理学的に錯覚させる、或る機構が働くのではないか」という考えから、仮説として、「a’系の弾性率の低下」を提示する。これは脳内の何らかの生理的機能の障害として想定される。
この結果として生じる事態を、記号や図を併用しつつ論理的に導き出す。図は「ファントム空間図」と呼ばれるものが多用される。すなわち、本疾患の病的体験とは「錯覚としての『パターン』逆転」である、とする。これは体験の（現象学的）極と図式の関係が正常時とは逆転し、図式に裂隙が生じた状態であるが、その本質は錯覚であるとする。
本理論はこのように、症状の機構を論じるものであって、「具体的分裂病者の全人的了解記述ではない」。本疾患の研究においては、了解的研究も身体医学的研究も必要だが、「何よりもまずもっと正確に、実態の構造的把握をこころみるべきであるのだ」とする。
なお、ファントムの語は、幻影肢 (phantom limb) に由来する。幻影肢が主体にとって全く実体的であるのと同じように、ファントム空間もまた主体にとっては実体的である、ということによる。または「これは本人にしかわからない、どこに印（しるし）もない空間でそういう意味ではまさに、幻影（ファントム）だからである。」

### 基本概念
安永は、パターン・ファントム距離・図式が「基本概念三本柱」だという。「これらは正常人の意識、体験空間を現象学的に内省してみればこういう構造の骨が出てくるという意味においては、ほとんど純粋記述というに近く、その意味では「『仮説』性は極めてうすい」とする。『分裂病の症状論』108頁では、『バターン』・ファントム空間について「根本的な枠組を整理したにすぎず、その意味では仮説でも理論でもない」とする。
『ファントム空間論』では、『パターン』と錯覚運動の法則について、「それぞれ甚だ一般的な（分裂病とは直接何ら関係のない）法則であって……」とした上で、「『ファントム空間』自体は経験そのものの論理的整理記述にほかならず、分裂病現象とは独立に、十分存在の根拠をもつ。つまり仮説ではない……」と述べる。
また、錯覚運動の法則はこの三本柱に含まれないが、これも本疾患と関係のない一般的な法則であること、安永自身が「この種の現象とその説明原理は本当に重要なので」と位置づけていること、さらに、そもそも本理論の着想が「錯覚運動の法則を、精神現象に適用しよう」ということなので、便宜上この節に含めて概説する。なお、錯覚運動の法則については「法則」ではなく「原則」という表記ゆれもある。例えば、『ファントム空間論』第3章の論文「分裂病症状機構に関する一仮説 (その1) 」では両者が混在している（同書136頁は「原則」、146頁は「法則」、など）。

#### 『パターン』

##### 定義と表記
イギリスの哲学者、ウォーコップ (Oswald Stewart Wauchope、1897 - 1956) による『パターン』概念を基礎とする。
体験世界を記述する際に用いるカテゴリーの対（つい）、例えば自／他、生／死、全体／部分、質／量、時間／空間などについては、
- ある一方の項だけでは対が成り立たず、両方の項があってこそ成り立つ、という相対的な不可欠性
- ある項Aは公理的、自明のものであって、ほかに根拠を求めることはできない。Aから議論を出発するならば、もう一方の項BはAではないものとして理解しうる。しかしA、Bの順序を逆にすることはできない。という、論理的な非対称性

といった特徴がある。こうしたカテゴリー対を『パターン』とし、優位性があるほうの項をA、他方をBとして A／B のように表記する。なお「パターン」という単語は日常的にも使われるので、この定義により用いる際は二重カギ括弧で括って“『パターン』”と表記する。
自／他を例にする。他とは、ごく単純には「自でないもの」と言える（定義としては不十分かもしれないが、少なくとも意味は通じる）。一方、自を定義するのは容易でない。にもかかわらずわれわれは、文字どおり自明のこととして体験的に自を理解している。これを、自・他を入れ替えて語ることはできない。「他ではないもの」という表現は、自の定義にはならず、そもそも不可知的である（以上を、『パターン』には該当しないカテゴリー対、例えば右・左や男・女と比べてみよ。）

##### 『パターン』逆転
安永は、「体験は一つの瞬間における全体としては常に『パターン』構造をなすといえる」とする。
『パターン』である体験A／Bの各項A、Bの強度（後述）a、bの関係は、a≧b と表記しうる。この関係が逆転し、a＜b の状態となることを『パターン』逆転と呼ぶ。
正常人には通常は、追体験・了解し得ない。本疾患の病的体験とは、あたかも『パターン』逆転であるかのようにみえた。なお、安永において了解／説明が『パターン』である旨については、『ファントム空間論』(75頁、245-251頁)、『精神科医のものの考え方』(130頁、199-200頁) などに述べられている。

#### ファントム空間

##### 強度と距離
体験には快・不快のいずれにせよ、強い体験と弱い体験とがある。すなわち少なくとも2段階の強度があると言える。その段階数は、理論的にはデジタルに考えるべきだが、人間の場合は非常に多く、実際上はアナログに考えていいだろう。
これを心理的な距離に置き換える。強い体験の強度には、それを超えると主体の生存に関わるという意味での限界がある。現在の体験の強度が、限界の強度と比べてどれだけ弱いか=余裕があるか、を体験距離とする。なお、文脈上明らかな場合は単に距離と表記する。
最強の強度の体験は、体験距離としては基点すなわちゼロといえる。一方で最弱の体験は、強度としてはゼロ、体験距離としては無限遠となる。なお、安永が説明に用いる「ファントム空間図」においては、有限線分の端点すなわち有限値として示している。
体験距離の遠近は、主体と対象との空間的（物理的）距離の遠近と相関する傾向にはあるが、必ず、ではない。例えば映画館で映画を見ているとする。作品に夢中になったり、あるいは全く興味がわかないなど、体験距離には変動が生じうるが、当人とスクリーンとの物理的距離はほとんど一定のままである。
体験距離はヒトに限らず生物にとって、死の危険を回避する猶予、という大きな意義がある。空間的距離は、危険を回避しうる時間的余裕をも意味する。

##### ファントム空間
このような体験距離から成り立つ空間をファントム空間とする。体験距離はファントム距離とも呼べる。ファントム機能とはファントム距離を保たせている機能である。
安永は、「この空間は全く主観的なものである」が、「ファントム空間こそが意識をになう直接の『肉』である。現実空間の方がファントム空間の中におさまる抽象の空間である。」、と言う。

##### a強度・b強度
安永は、体験の強度は「二重に規定されている」、とする。すなわちa強度とb強度である。
a強度とは、「最も直接的な体験の質強度で、生命が発出し得る直接のエネルギー量に相当する。」
b強度とは、a強度を「外界、『他』の側から、あるいは言いかえれば物質、必然の面から制約する強度で、その意味ではきわめて意義重大な強度である。」
なお、それぞれ単にa、bと表記する場合もある。

#### 図式

##### 定義
イギリスの心理学者、グレゴリー (Gregory,R.L.) による「物体仮説 (object hypothesis) 」の概念を、安永が拡張したものである。
われわれは何か物体を見るとき、近くて小さい物体なのか、遠くて大きい物体なのか、実際に何らかの手段で確かめるまではわからないはずなのに、適当な距離にある適当な大きさの物体、として見ている。これは無意識的・機械的過程であって、推論というよりは断定に近い。物体仮説とはそうした、「対象を空間的存在としての『物体』として見る強力な基本傾向」である。
安永は、これを体験全般に適用させる。『自我仮説』『空間仮説』『意味仮説』『世界仮説』などである。表記の上では「実際上同じものと考えてかまわない」として、「仮説」を「図式」(schema) に置き換える。

##### 性質
物体仮説と同様に、図式は、「長い目でみれば変化、修正、成長が可能である。しかし横断的な瞬間ではそれは変わり難い、『既製のもの』として機能する」。また、図式は「体験の強度そのものとは区別される。」
ファントム空間が一種の媒質だとすれば、図式は、距離の測定をする機械の「目盛り」に例えられる。媒質の特性が計算外の変化をしたなら目盛りが正しくても正確な測定はできない。同様に、媒質に変化がなくとも目盛りが狂えばやはり正確な測定はできない。

##### 自我図式
自我は、(現象学的)自極と自我図式とに分けて考える必要がある。1987年の『精神の幾何学』には、自我図式を「狭義自我」あるいは単に「自我」へと置き換える旨の記述があるが、後年（2001年）の「O.S.ウォーコップの次世代への寄与」では自我図式の語を使用している。
自分を意識する、という体験は『パターン』を成しており、Aは意識する自分、Bは意識される自分である。
意識する自分は、「私は……である。」という表現における私は（あえて「は」を付けて「私は」とする。）であり、「常に主語にしかならない、絶対的出発点にしかならない、決して対象、客体にすることができない」、「実体ではない。形もなければひろがりもない」。これを現象学的自極または単に自極と呼ぶ。記号では e と表記する。
意識される自分は、「客体化もし得るもの、私という人間を特定する機能特性群」、自極とは違って実体的である。これを図式としての自我、すなわち自我図式と呼ぶ。記号では E と表記する。なおこれは、精神分析学でいうegoである、としている。
同様に他についても、対象極（f と表記）と対象図式（F と表記）を考えることができる。F は「対象の形、内容そのもの」である。f は、F の「さらにその向こうにある究極の客観的な存在」で、e と同様に形も内容もなく位置だけのものである。

##### 体験線
主体 A から対象 B へと向かう体験は、矢印を用いて A→B とも表現できる。これを体験線と呼ぶ。さらに、主体は e／E の『パターン』、対象は f／F の『パターン』であるから、
e-E―→―F-f
となるが、この表記は文字列で構成したもので、実は十分なものではない。より正確には、体験の強弱を表現する曲線を描き加えて、図として示す必要がある 。なお対象の側は、対象図式 F の先に対象極 f があるという意味で、→f→F ではなく →F→f の順で記述する。

#### 錯覚運動の法則

##### 実例
右眼を例にする（むろん左眼でもよい）。右の眼球を右に旋回させる外転神経が麻痺している人が、眼を右に回そうと意図した、とする。実際には眼は回らないのだが、外界が右に回る、という錯覚が生じる（もし実際に眼が右に回ったなら、相対的に、外界は左に回るはずである

##### 思考実験
安永による思考実験（原文は「やや奇抜な思考実験」）として、歩いている途中に突然、踏み降ろそうとした方の脚が縮んだ（原因や理屈はともかく。なお、現に地面と接しているほうの脚には変化はない)が、当人はそれを「知らない」（目を閉じているなどして、知る手段がない、とする）という事象を想定する。この、当人は「知らない」という条件は「仮説」の節でも重要な意義を持つ。この場合に当人が体験する錯覚は、「地面が突然沈んだ」であろう。これを双脚モデルと呼ぶ。
もう一つ同様に、腕を伸ばして壁を押している。あるとき突然にその腕が縮んだ（腕の長さが短くなったのであり、肘を曲げたのではない）が、当人はそれを「知らない」、と想定する。この場合の錯覚は「壁が、押されるままに遠ざかる」であろう（その際、手は壁から離れないことに注意）。また「体が前のめりになる」という感覚も生じよう。これを「一本脚で立っている時にその脚が突然縮んだら、という想定と同じ」として、単脚モデルと呼ぶ。
これらの錯覚運動の特徴は、「まさに通常は動かない方のもの、不動の基準点であった筈のものの方が動く、という意外性」である。

### 仮説

#### a系とa'系
a強度・b強度をそれぞれ支える2つの機能系が、脳内にあるものと考える（安永は「そう考える以外にはあるまい」と言う）。
a強度に対応するものは「意識的な活動に属するエネルギー系」で、a系と表記する。
b強度に対応するものは「意識外のファントム・エネルギー系」である。表記はa’系とする。「b系」としないのは、「本当の外界に対してはむしろ自分 (a) の側のように働くから」である。
安永は、「正常な状態では a と a' とは全く一体となって機能していたので分離の必要がなかった」とする。また図式との関係は、「a は a' の基礎の上に体験図式を形成してきた」とし、さらに「ここで重要なのは、図式は中間項たる a'系をとびこして、意識活動 (a系) と直接がっちり結びついていることである」とする。

#### 仮説
a’系は、外部からの入力と a系との間に挟まれた一枚の厚いゴム板（弾性体）として例えることができる。すなわち弾性体は、限界を超えない範囲であれば、外部からの力を受けるとひずみが生じ、その内部には応力が生じる。a'系には、この弾性体における弾性率に相当する、生理学的定数があるはずである。
これを前提に、「唯一の仮説」として「この定数が突然、病的低下をきたすこと」を提示する。これは、a'系を弾性体にたとえるなら、その弾性率の低下に相当する。
安永は、「何故、いかにしてそうなるかは、もちろんここでは未知である」とし、「『結果』のみがあれば、以後の機能変化がどのように起るか、という推論に支障はない」とも言う。

#### 推論
仮に外力(bの圧力)は以前のままであるとして、「仮説」の状況によって、主体からみてこの外力の位置評価（距離評価）がどうなるか、を考える。主体はこの「仮説」の障害が起きていたことを知らない（もし知っていたなら、定数低下後の新たなファントム空間で処理すればよい）。そのため、
- bは以前と同じなので、a'系＝弾性体は、応力は以前と同じところで均衡するが、弾性率が低下した分、押し込まれた状態になる。
- a'系の歪(ひずみ)に応じてa系のエネルギーが投入され、a強度は以前より強い状態になる。
- すなわち a系とa'系とで強度＝距離の差が生じる。

知覚体験を考える。知覚は本来 a＝b であり a＝a' である（なお、正常な a＞a' の体験は「表象」=「イメージを思い浮かべる」、であるが、ここでは割愛する）が、
- a'系は対象図式 F の距離評価をする。押し込まれたことは知らないし、張力が以前と同じなので、F を以前の距離で評価する。
- a系は対象極 f の距離評価をする。これは押し込まれた状態にある。すなわち、以前より近くなっている。
- 結果、本来は必ず一致するはずの F と f の距離が一致しない。F と f の間には、何も無い。主体は F が空虚な裂隙の向こうに遠ざかったように感じる。

この事態を Af-F と記号化する。F と f の間に逆転と裂隙が生じていることを “f-F” の部分により示す。
なおこれは、離人症の症状にほぼ一致するが、この症状のみをもって本疾患（統合失調症）であると言えるわけではない点に注意。具体的には「何を見ても実感がわかない」「自分と世界との間が、透明な幕かガラス板で隔てられているようだ」などの訴え。

#### 病的体験の本質
安永によると、本疾患の病的体験は「錯覚としての『パターン』逆転」であり、「『パターン』逆転しているのは、体験世界全部ではなく、パターン軸の一部、F と f、或いは e と E の間に起こる」。「それでも、それがひどい逆説的体験になる」、とする。

#### ファントム短縮仮説
安永は当初、この「仮説」を「卵の中身が縮んで殻との間にはがれを生じたような事態」に比喩し、ファントム短縮仮説と呼んでいた。

#### 公式
安永は、本疾患の体験空間の二大類型として、以下の2つを挙げる。いずれも「全く形式的な演繹」によって得られるものでありながら、「病者の陥っている状況の特徴を、より鋭く推察、了解することができる」とする。
この2つ以外にも公式はある（第2公式 (AB)-F および第4公式 E-(AB)）が、本節では割愛する。

##### 第1公式 Af-F
Af-Fは「すべての基礎」となる公式である。当初「1―2効果」と呼んでいた様相に相当する。詳しくは文献を参照のこと)。
さらにこの公式の性格を挙げると、
- Fの裂隙は、恒常的につきまとう。「仮説」の障害がある限り、体験強度のレベルによらない。
- 錯覚運動の法則に関する安永の双脚モデル、つまり「突然、(動くわけがない)大地が沈んだ」という衝撃性。
- 自我収縮感。前項と相対的なものとして、自分を含む空間が、沈みゆく大地から切り離され縮んでいくような感覚。
- 前項・前前項が同時に共存すること。もともと両者は一つの現象の二面へのあらわれである。
- f-F の意義。そもそも「仮説」は『パターン』逆転とは独立の着想であったが、推論の結果は『パターン』逆転として現れた。ただしこれは実態としてではなく、錯覚として出現している。

##### 第3公式 E-eB
第1公式 Af-F は、距離評価のずれがB端で処理される場合であるが、本来、体験空間においてA、Bの位置は絶対的なものではないから、ずれがA端で生じるとしてもよい。かつ、B端には異常がないと想定するなら、この場合、裂隙するのは自我図式 E でなければならず、その方向は、e の背後へ、である。これを E-eB と表記する。当初は「1'―2'効果」と呼んでいた様相に相当する。詳しくは文献を参照のこと。
錯覚運動の法則に関する安永の単脚モデルの、「体が前のめりになる」(ただし、当人は腕の短縮を知らないので、壁に「近づいた」とは思わない) という錯覚に相当する。自分のもとの位置に E を残して e が前のめりになる。
具体的な症状としては、幻聴における言葉の主（ぬし）や「させられ体験」である。「街ですれ違った通行人の、私をののしる声が、頭の中に響く」などの訴え、実際に話をしている当人が「いましゃべっているのは私の声ではありません」と主張する、など。
この、E が e の背後に逸脱する事態は、E が「空間的背方となるのみならず、体験時間的には E が『さき』、E が『因』ということになる配置であるので、体験起点たる e から見れば原点たる自らが、さらに上手の E によって支配、先行されている、という矛盾極まりない感覚を生ずることになる」。または「正常人においては自明に存在する主体性、自由、それに伴う責任……といった問題を底から掘り崩し、見事な位めちゃくちゃにしてしまう構造である」。

### 理論の意義

#### 症状への理解
理論的に誘導しうる諸現象が、実際の諸症状、特に自我障害、幻覚、妄想、離人症等によく照応し、その本質的理解を深めるように思われる、と安永は言う。
また、本疾患にみられる矛盾的二面性、「例えば妄想で、“自分が世界に影響を与えている”ようでもありまた“自分が世界に操られている”ようでもある性格など。」とでも呼べる性質を説明することができる、とする。

#### 「唯一の仮説」
本理論において仮説として提示するのは、ただ１つ「a'系の弾性率の低下」のみであるが、換言すれば、これ以外の何らかの障害や変様を議論の前提にする必要はない、ということである。
人格について安永は、「分裂病の根本障害は、最高精神、人格の座にあるのではない。抹消とまでは言わないまでも、脳機能のある中間節の機能障害、ということで説明される。逆に言えば、分裂病者の人格は、(二次的変様をこうむることはあるとしても、) 本来は無傷である！」とする。同様に、「この病は人格欠陥によるものでもなく、神秘的な病なのでもなく、むしろ十分有り得る普通の病気、という見方が可能になる」とも言う。
また図式については、「図式自体の変状は、直接には想定しないでよい」とする。一見すると図式の崩壊のように見える、いわゆる思考障害は、思考のファントム空間によってその諸特徴を説明し得る。仮に図式だけが損傷されると「失行、失認、その他いわゆる巣症状が生じる」とする。

## 主な著書
- 『精神の幾何学』岩波書店。
- 『安永浩著作集 I』金剛出版。
- 『安永浩著作集 II』金剛出版。
- 『安永浩著作集 III』金剛出版。
- 『安永浩著作集 IV』金剛出版。
- 『精神科医のものの考え方 私の臨床経験から』金剛出版、2002年。

ほか多数。

## 関連する人物
- 笠原嘉
- 木村敏
- 宮本忠雄
- 中井久夫

### 安永の著作による出典
1. ↑  『精神の幾何学』第3部 1、190頁。
2. ↑  論文のタイトル「分裂病症状機構に関する一仮説 (その1) ―ファントム論について」(1972年) など。
3. ↑  著書のタイトル『分裂病の論理学的精神病理 ―ファントム空間論』(医学書院、1977年) など。
4. ↑  安永『精神科医のものの考え方』99頁、144頁。
5. ↑  『ファントム空間論』序、3頁および『ファントム空間論の発展』序、4頁。
6. ↑  「 (対談) 因果論と合理主義」『精神科医のものの考え方』194頁より抽出・編集。
7. ↑  「O.S.ウォーコップの次世代への寄与」『精神科医のものの考え方』、8. 2.、135頁。
8. ↑  「『精神の空間』から」『精神科医のものの考え方』3. 4.、53頁、図3。記述は57頁
9. ↑  「分裂病症状機構に関する一仮説 (その1) 」『ファントム空間論』第3章 1、134頁。
10. ↑  『精神の幾何学』第3部 1、188頁。
11. ↑  『精神の幾何学』第3部 2、198頁。
12. ↑  「分裂病の『心因論』」『ファントム空間論』第2章 3、121頁から抽出・編集
13. ↑  「『精神の空間』から」『精神科医のものの考え方』3. 4.、53頁。ただし原文は（）内の文字をルビとしている。
14. ↑  「付・『ファントム理論』をめぐって」『ファントム空間論の発展』、326頁。
15. ↑  『精神の幾何学』第3部 4、214頁。
16. ↑  『分裂病の症状論』108頁
17. ↑  『ファントム空間論』第4章、165頁。
18. ↑  「ファントム空間の基礎論への追補」『ファントム空間論』第7章、267頁。
19. ↑  「O.S.ウォーコップの次世代への寄与」『精神科医のものの考え方』8. 2.、137頁。
20. ↑  「分裂病の『心因論』」『ファントム空間論』第2章 3、117頁。
21. ↑  『「宗教・多重人格・分裂病」その他4章』あとがき、213頁。
22. ↑  「分裂病症状機構に関する一仮説 (その1) 」『ファントム空間論』第3章、136頁、『精神の幾何学』第1部 1、22-24頁、「『精神の空間』から」『精神科医のものの考え方』、3. 2.、47頁、それぞれより抽出・編集。
23. ↑  「分裂病の基本障害について」『ファントム空間論』第1章 2、30-31頁、「分裂病症状機構に関する一仮説(その1)」『ファントム空間論』第三章、136頁、『精神の幾何学』第1部 1、22-24頁、それぞれより抽出・編集。
24. ↑  「分裂病の基本障害について」『ファントム空間論』第1章 2、35頁。
25. ↑  『精神の幾何学』第3部 2、191頁より編集。
26. ↑  『精神の幾何学』第1部 間奏3、70-72頁より抽出・編集。
27. ↑  『精神の幾何学』第1部 間奏3、71頁より編集。
28. ↑  「ファントム空間の基礎論への追補」『ファントム空間論』第7章、261頁以降
29. ↑  「分裂病症状機構に関する一仮説 (その1) 」『ファントム空間論』第3章 3、142-143頁より抽出・編集。
30. ↑  『精神の幾何学』第3部 3 (1)、201頁。
31. ↑  「『精神の空間』から」『精神科医のものの考え方』3. 4.、54頁。
32. ↑  『精神の幾何学』、第3部 3 (2)、201頁。
33. ↑  『精神の幾何学』第3部 3 (2)、201頁。
34. ↑  『精神の幾何学』第3部 3 (2)、202頁。
35. ↑  「分裂病症状機構に関する一仮説 (その2) 」『ファントム空間論』第4章 3、169-170頁。
36. ↑  「分裂病症状機構に関する一仮説 (その2) 」『ファントム空間論』第4章 3、171頁。
37. ↑  「分裂病の『心因論』」『ファントム空間論』第2章 3、124頁。
38. ↑  「分裂病症状機構に関する一仮説 (その2) 」『ファントム空間論』第4章 3、172頁。ただし原文は “図式” ではなく “『仮説』” と表記。
39. ↑  安永、『精神の幾何学』第3部 3、212頁。
40. ↑  「『仮説体系』と神経心理学」『ファントム空間論』第6章、251-259頁から抽出・編集。
41. ↑  『精神の幾何学』26-27頁
42. ↑  『精神科医のものの見方』139頁。
43. ↑  「分裂病の基本障害について」『ファントム空間論』第1章 3、3頁、70頁。
44. ↑  『精神の幾何学』第3部 2、194頁。
45. ↑  『精神の幾何学』第1部 間奏1、26頁。
46. ↑  『精神の幾何学』第1部 間奏1、27頁。
47. ↑  『精神の幾何学』第1部 間奏1、27頁。
48. ↑  『精神の幾何学』第1部 間奏1、27頁。
49. ↑  「O.S.ウォーコップの次世代への寄与」『精神科医のものの考え方』8. 2.、139頁。
50. ↑  「 (対談) 因果論と合理主義」『精神科医のものの考え方』、16.、203頁。
51. ↑  『精神の幾何学』第1部 間奏1、27頁。
52. ↑  『精神科医のものの見方』138頁、図5
53. ↑  「分裂病の『心因論』」『ファントム空間論』第2章 3、118頁、「分裂病症状機構に関する一仮説(その1)」『ファントム空間論』第3章 2、137-139頁、「O.S.ウォーコップの次世代への寄与」『精神科医のものの考え方』8. 2.、136頁、それぞれより抽出・編集。
54. ↑  「分裂病症状機構に関する一仮説 (その1) 」『ファントム空間論』第3章 2、140頁。
55. ↑  「分裂病症状機構に関する一仮説 (その2) 」『ファントム空間論』第4章 4、180頁。
56. ↑  「分裂病症状機構に関する一仮説 (その2) 」『ファントム空間論』第4章 4、181頁。
57. ↑  「O.S.ウォーコップの次世代への寄与」『精神科医のものの考え方』8. 2.、137頁。
58. ↑  「『精神の空間』から」『精神科医のものの考え方』3. 4.、54頁。
59. ↑  「ファントム空間の基礎論への追補」『ファントム空間論』第7章 4、268頁。
60. ↑  「ファントム空間の基礎論への追補」『ファントム空間論』第7章 4、268頁。
61. ↑  「『精神の空間』から」『精神科医のものの考え方』3. 4.、54頁。
62. ↑  「ファントム空間の基礎論への追補」『ファントム空間論』、第七章 四、268-269頁。
63. ↑  『精神の幾何学』第3部 4、215頁。
64. ↑  『精神の幾何学』第3部 4、214頁。
65. ↑  「『精神の空間』から」『精神科医のものの考え方』3. 4.、55頁。
66. ↑  「『精神の空間』から」『精神科医のものの考え方』3. 4.、55頁。
67. ↑  『精神の幾何学』第3部 4、215頁。
68. ↑  『精神の幾何学』第3部 4、214-215頁。
69. ↑  『精神の幾何学』第3部 4、215頁。
70. ↑  『精神の幾何学』第3部 4、217頁。
71. ↑  『精神の幾何学』第3部 4、215頁。
72. ↑  『精神の幾何学』第3部 4、216-218頁、「O.S.ウォーコップの次世代への寄与」『精神科医のものの考え方』8. 2.、140-141頁、より抽出・編集。
73. ↑  「O.S.ウォーコップの次世代への寄与」『精神科医のものの考え方』8. 2.、140頁。
74. ↑  『精神の幾何学』219頁、『精神科医のものの考え方』140頁、ほか。
75. ↑  『精神の幾何学』第3部 5、227頁。
76. ↑  「O.S.ウォーコップの次世代への寄与」『精神科医のものの考え方』8. 2.、144頁。
77. ↑  「『精神の空間』から」『精神科医のものの考え方』3. 4.、56-57頁。
78. ↑  「分裂病の『記憶・想起』と『奇妙な思考』の問題点」『ファントム空間論の発展』第6章 1、224-225頁。
79. ↑  『精神の幾何学』第3部、「O.S.ウォーコップの次世代への寄与」『精神科医のものの考え方』ほか。
80. ↑  『精神の幾何学』第3部 5、230頁。
81. ↑  「分裂病症状機構に関する一仮説 (その1) 」『ファントム空間論』第3章 4、146-147頁。
82. ↑  「分裂病症状機構に関する一仮説 (その2) 」『ファントム空間論』第4章 4、176-178頁。
83. ↑  「分裂病者にとっての『主体他者』」『ファントム空間論の発展』第1章 3、1頁、23頁。
84. ↑  『精神の幾何学』、第3部 5、222-230頁より抽出・編集。
85. ↑  『精神の幾何学』第3部 8、246-249頁、「O.S.ウォーコップの次世代への寄与」『精神科医のものの考え方』、8. 2.、142-143頁、より抽出・編集。
86. ↑  「分裂病症状機構に関する一仮説 (その2) 」『ファントム空間論』第4章 4、177-179頁。
87. ↑  「分裂病者にとっての『主体他者』」『ファントム空間論の発展』第1章 3、3頁、33頁。
88. ↑  「分裂病症状機構に関する一仮説(その2)」『ファントム空間論』第4章 4、180-181頁、および『精神の幾何学』第3部 8、248頁、より抽出・編集。
89. ↑  「O.S.ウォーコップの次世代への寄与」『精神科医のものの考え方』8. 2.、143頁より編集。
90. ↑  『分裂病の症状論』14-16頁、23頁、『ファントム空間論』184頁、から抽出・編集。
91. ↑  「分裂病者と自我図式偏位」『ファントム空間論の発展』第5章 6、201頁。
92. ↑  『精神の幾何学』、第3章 8、249-250頁。
93. ↑  「分裂病症状機構に関する一仮説 (その3) 」『ファントム空間論』第5章 1、205頁より抽出・編集。
94. ↑  「分裂病症状機構に関する一仮説 (その1) 」『ファントム空間論』第3章 8、162頁。
95. ↑  「分裂病の『心因論』」『ファントム空間論』第2章 3、125頁。
96. ↑  「分裂病症状機構に関する一仮説 (その1) 」『ファントム空間論』第3章 8、161頁。
97. ↑  「O.S.ウォーコップの次世代への寄与」『精神科医のものの考え方』8. 2.、145頁。
98. ↑  「『精神の空間』から」『精神科医のものの考え方』3. 4.、58頁。
99. ↑  「『精神の空間』から」『精神科医のものの考え方』3. 4.、58頁より抽出・編集。
100. ↑  「分裂病症状機構に関する一仮説(その2)」『ファントム空間論』第4章 3、173頁。